# Карванен, Максим Алексеевич
Максим Алексеевич Карванен (род. 30 октября 1999, Санкт-Петербург, Россия) — российский профессиональный баскетболист, играющий на позиции тяжёлого форварда.

## Карьера
Карванен воспитанник СДЮСШОР №1 Адмиралтейского района, первый тренер – Антон Владимирович Васильев. Впервые попал в систему «Зенита» в 2016 году, выступал за ДЮБЛ и молодёжную команду.
11 февраля 2017 года Карванен принял участие в «Матче молодых звёзд» в составе сборной Единой молодёжной лиги ВТБ. В этой игре Максим провёл на площадке 15 минут 40 секунд, записав на свой счёт 4 очка, 1 перехват и 1 блок-шот. Так же, Максим принял участие участие в конкурсе по броскам сверху.
В апреле 2017 года Карванен стал бронзовым призёром первенства ДЮБЛ среди юношей.
Сезон 2018/2019 Карванен провёл в «ЦСКА-Юниор», с которым стал серебряным призёром Единой молодёжной лиги ВТБ.
В сезоне 2019/2020 Карванен выступал в составе «Зенита-2» в Суперлиге-2 (35 игр, 5,5 очков и 3,4 подбора) и «Зенита-М» в Единой молодёжной лиге ВТБ (3 игры, 9 очков и 4,7 подборов).
В сентябре 2020 года Карванен подписал 2-летний контракт с основной командой «Зенита».
В марте 2022 года Карванен перешёл в «Автодор» на правах аренды. В 7 матчах Единой лиги ВТБ Максим набирал в среднем 3,7 очка, 2,7 подбора и 1,0 передачи.
В августе 2022 года Карванен подписал 3-летний контракт с «Нижним Новгородом».
В январе 2023 года Карванен перешёл в «Русичи» на правах аренды.
В июне 2023 года «Нижний Новгород» воспользовался опцией и договорился о досрочном расторжении контракта с Карваненом.
Свою карьеру Карванен продолжил в «Университете-Югра».
Сезон 2024/2025 Карванен начинал в «Металлурге», но в феврале 2025 года вернулся в «Зенит-2».

## Сборная России
В мае 2019 года Карванен был вызван в молодёжную сборную России (до 20 лет) для подготовки к чемпионату Европы U20 в дивизионе «B». По итогам тренировочных сборов и международных турниров в Македонии и Нижнем Новгороде, Максим вошёл в окончательную заявку молодёжной сборной России для участия в турнире. Заняв 4 место, игрокам сборной не удалось выполнить задачу по возвращению команды в дивизион А: в матче за 3 место сборная России уступила Бельгии (80:88). По итогам турнира Карванен был включён в символическую пятёрку турнира, отметившись статистикой в 11,7 очка, 8,1 подбора и 1,6 перехвата в среднем за игру.

## Достижения
- Серебряный призёр Единой молодёжной лиги ВТБ: 2018/2019
- Бронзовый призёр ДЮБЛ: 2016/2017